# Gediminas Navaitis
Gediminas Navaitis (* 19. Oktober 1948 in Vilnius) ist ein litauischer Psychologe und Psychotherapeut, Politiker.

## Leben
Nach dem Abitur absolvierte Navaitis von 1969 bis 1974 das Diplomstudium der Psychologie an der Vilniaus universitetas und war 1975 wiss. Mitarbeiter am Forschungsinstitut. 1979 absolvierte er die Aspirantur an der Universität Leningrad.
Von 1979 bis 1998 war er wiss. Mitarbeiter am Forschungsinstitut für Pädagogik. Ab 1979 war er Leiter des psychologischen Beratungsbüros, ab 1989 von Büro „Santuoka“. Seit 1998 lehrt er an der Mykolo Romerio universitetas. 
Von 2008 bis 2012 war er Mitglied im Seimas.
Er ist Autor von 27 Büchern. Er ist Präsident des Litauischen Vereins für Gruppenpsychotherapie.

## Quelle
- Leben